# Винницкая область
Ви́нницкая о́бласть (укр. Вінницька область), разг. Виннитчина (укр. Вінниччина) — область в центре Украины. Административный центр и крупнейший город — Винница, другие крупные города — Жмеринка, Могилёв-Подольский, Хмельник, Гайсин, Ладыжин, Казатин, Калиновка.
Винницкая область образована 27 февраля 1932 года. Исторически области предшествовали часть уездов Подольской губернии.

## География
Винницкая область находится в Правобережной Украине, в восточной части Подолья. На севере область граничит с Житомирской областью, на востоке — с Киевской, Черкасской и Кировоградской областями, на западе — с Хмельницкой и Черновицкой областями, на юге — с Одесской областью и Молдавией.

### Рельеф
Большая часть территории области располагается в пределах Подольской (высота до 362 м) и Приднепровской (высота до 323 м) возвышенностей. Поверхность Винницкой области — волнистая равнина, повышающаяся на северо-запад и понижающаяся на юг и юго-восток Особенно сильно расчленена её юго-западная часть узкими долинами меридиональных левых притоков Днестра.

### Климат
Климат умеренно континентальный. Зима умеренно мягкая. Средняя температура самого холодного месяца (января) от −4 °C до −6 °C (−5,7 °C, Винница). Лето тёплое, солнечное; ср. температура самого тёплого (июля) ок. 18 °C. Осадков 500—550 мм в год, главным образом летом (в тёплый период — 375—400 мм). Число часов солнечного сияния до 1850 в год. Продолжительность вегетационного периода (с температурой свыше 10 °C) около 180—200 дней.

### Гидрография
В центральной части области с северо-запада на юго-восток протекает река Южный Буг с притоками Згар, Ров, Сельница, Дохна, Снивода, Десна, Соб, Удыч, по юго-западной границе области течёт река Днестр с левыми притоками: Лядова, Каменка, Немия, Мурафа и др. Реки используются для малого судоходства и как источники гидроэнергии.

### Почвы, флора и фауна
На территории Винницкой области преобладают плодородные почвы. В северо-восточной части области распространены главным образом чернозёмные, в центральной — серые и светло-серые, на юго-востоке и в приднестровских районах — чередование мощных чернозёмов с оподзоленными почвами.
Винницкая область расположена в лесостепной зоне. В лесах произрастают дуб, граб, ясень, липа, клён, сосна.
Лесами и кустарниками занято 12,6 % территории области, безлесные пространства распаханы.
Животный мир: косуля, волк, лисица, куница, белка, заяц; по берегам рек и других водоёмов — норки, выдры, утки, гуси.

## История
На найденном у села Дорошовка бивне мамонта возрастом более 22 тыс. лет имеется древнейшее для Украины изображение оленя. В Виннице к позднему палеолиту относятся стоянка на улице Вишнёвый спуск в Сабарове (25 тыс. л. н.) и эпиграветтская стоянка в Пятничанском лесу, выявленная ниже культурного слоя белогрудовской культуры эпохи бронзы.
На селище Бернашовка исследованы объекты энеолитической трипольской культуры (IV—III тыс. до н. э.).
У образцов ямной культуры (5300 — 3550 л. н.) определены митохондриальные гаплогруппы R, U5a1i1*, U5a2b, X4a1 (n=2), U2e1a1, U4c1-a*, J1c2m*, J2b1a, H2a1*, W3a1a*, W3a1k.
Немировское городище — многослойный памятник археологии скифского времени.
Объекты поенешти-лукашевской культуры на селище Бернашовка датируются III—IV веками, объекты пражской культуры — V—VII веками. Каменные формочки для отливки мелких ювелирных изделий (украшений) из легкоплавких сплавов, подобные бернашевским, найдены на многих памятниках пеньковской и пражской культур Побужья, Поднестровья, Румынии и Польши. В Григоровке археологами найдены серьги пастырского типа.
В IX веке на землях нынешней Винницкой области жили славянские племена уличей, бужан и тиверцев, которые входили в состав древнерусского государства — Киевской Руси. Со временем этот край был присоединён к Галицко-Волынского княжеству. Древнерусский меч начала XI века, найденный у села Глуховцы близ Бердичева, относится к типу A - местный.
Территория края была разорена во время монгольского нашествия 1237—1240 годов. После победы в 1362 году армии литовского князя Ольгерда над монгольским войском в битве на Синих Водах Подолье попало под власть литовского княжества. С 1569 года территория области находилась в составе Польши. По Бучачскому миру 1672 года Польша отдала туркам значительную часть Подольского, Брацлавского и Киевского воеводств, однако в 1686 году вернула эти земли.
В XVII веке — начале XVIII века на территории Винницкой области располагались казачьи полки: Винницкий (Кальницкий) полк с центрами в Виннице и Кальнике, Брацлавский полк с центром в Брацлаве, Подольский полк с центром в Могилёве-Подольском, Чечельницкий полк с центром в Чечельнике, Животовский полк с центром в Животове, а также казачьи сотни (в частности, Бершадская и Ладыжинская) Уманского полка и Паволочского полка.
В результате второго раздела Польши в 1793 году территория области вошла в состав Российской империи. 13 апреля 1793 года была учреждена Брацлавская губерния из Подольского и Брацлавского воеводств. На основании царских указов от 22 мая 1795 года было создано Брацлавское наместничество, делившееся на 13 округов. Вступив на престол, Павел I указом от 12 декабря 1796 года ликвидировал Брацлавское наместничество, а его земли вошли в состав Подольской (Брацлавский, Винницкий, Литинский, Бершадский, Гайсинский, Ямпольский, Могилёвский, Тульчинский и Хме́льницкий уезды) и Киевской губерний (Махновский, Сквирский, Липовецкий и Пятигорский уезды).
При формировании Подольской губернии в 1796 году территория области вошла в её состав в качестве Винницкого уезда.
Во время гражданской войны 1917—1920 годов власть в городах и сёлах будущей Винницкой области неоднократно менялась, а по окончании войны территория области вошла в состав Украинской ССР.
Винницкая область была образована 27 февраля 1932 года в числе первых пяти областей УССР. 22 сентября 1937 года из территории области была выделена Каменец-Подольская область.
В 1941 году во время Великой Отечественной войны территория Винницкой области была захвачена немецкими войсками, недалеко от Винницы был построен бункер «Вервольф» — ставка Гитлера. В 1944 году Винницкая область была освобождена Красной Армией.
В послевоенные годы область активно восстанавливалась и вскоре стала лидером свеклосеяния и сахарной промышленности СССР. Также область выделялась овощеводством, садоводством и животноводством.
В 1958 году Винницкая область награждена орденом Ленина.
После распада СССР в декабре 1991 года находится в составе Украины.

## Население
| 1939       | 1959       | 1970       | 1979       | 1989       | 2001       | 2014       | 2016       | 2018       |
| ---------- | ---------- | ---------- | ---------- | ---------- | ---------- | ---------- | ---------- | ---------- |
| 2 268 000  | ↘2 143 852 | ↘2 131 902 | ↘2 046 255 | ↘1 932 629 | ↘1 763 944 | ↘1 618 262 | ↘1 602 163 | ↘1 575 808 |
| 2021       | 2022       |            |            |            |            |            |            |            |
| ↘1 529 123 | ↘1 509 515 |            |            |            |            |            |            |            |

Численность наличного населения области на 1 января 2020 года составляет 1 545 416 человек, в том числе городского населения 799 385 человек, или 51,7 %, сельского — 746 031 человек, или 48,3 %.
По состоянию на 5 декабря 2001 года (украинская перепись населения), население Винницкой области составляло 1 772 400 человек, из них 818 900 — проживают в городах, 953 500 — в сёлах. Численность наличного населения области, на 1 декабря 2013 года составило 1 619 253 человека (что на 1090 человек меньше, чем 1 ноября), в том числе городское население 815 423 человека (50,36 %), сельское — 803 830 человека (49,64 %). Постоянное население — 1 612 168 человек. В том числе городское население —— 806 417 человек (50,02 %), сельское — 805 751 человек (49,98 %). Численность сельского населения является наибольшей после Львовской области среди областей Украины. В области проживают представители 92 национальностей, среди которых 93,5 % составляют украинцы, 3,9 % — русские, 1,4 % — евреи, 0,4 % — поляки, 0,26 % — белорусы, 0,2 % — молдаване.
Крупнейшими городами области являются Винница (370,7 тысяч), Жмеринка (34,4 тысяч), Могилёв-Подольский (30,4 тысяч), Хмельник (27,4 тысяч), Казатин (23,0 тысяч), Гайсин (25,8 тысяч), Ладыжин (22,6 тысяч), Калиновка (18,8 тысяч), Бар (15,8 тысяч).
По профессиональной структуризации среди занятого населения насчитывается 326 400 работников сельского, лесного и рыбного хозяйства, 127 500 — в промышленности, 105 900 — в сфере услуг и торговли, 59,0 тысяч — в образовании, 51,1 тысяч — в здравоохранении и социальной помощи, 44,7 тысяч — в сфере транспорта и связи.

### Языковой состав
Языковой состав населения административных единиц, занимавших территорию современной Винницкой области, по данным переписи 1926 года характеризовался преобладанием украинского языка:
- Тульчинский округ — украинский язык — 90,3 %, еврейский язык (идиш) — 6,6 %, русский язык — 2,2 %, польский язык — 0,6 %
- Могилёвский округ — украинский язык — 89,9 %, еврейский язык (идиш) — 7,2 %, русский язык — 1,6 %, польский язык — 0,9 %
- Винницкий округ — украинский язык — 84,5 %, еврейский язык (идиш) — 9,4 %, русский язык — 4,1 %, польский язык — 1,4 %

Вследствие проводимой во времена СССР русификации Украины доля украиноязычных в населении Винницкой области между переписями 1970 и 1989 гг. постепенно уменьшалась, в то время как доля русскоязычных — возрастала. Родной язык населения Винницкой области по результатам переписей населения, %
|            | 1959 | 1970 | 1989 | 2001 |
| ---------- | ---- | ---- | ---- | ---- |
| Украинский | 90,9 | 92,0 | 90,7 | 94,8 |
| Русский    | 6,4  | 7,1  | 8,6  | 4,7  |
| Другие     | 2,7  | 0,9  | 0,7  | 0,3  |

Родной язык населения Винницкой области по данным переписи 2001 года:
|                               | Украинский | Русский |
| ----------------------------- | ---------- | ------- |
| Винницкая область             | 94,8       | 4,7     |
| г. Винница                    | 84,7       | 14,4    |
| г. Жмеринка                   | 90,8       | 8,5     |
| Могилёв-Подольский (горсовет) | 92,3       | 7,0     |
| Казатин (горсовет)            | 94,9       | 4,8     |
| Ладыжин (горсовет)            | 88,4       | 11,3    |
| г. Хмельник                   | 97,1       | 2,6     |
| Барский район                 | 97,4       | 2,4     |
| Бершадский район              | 97,2       | 2,5     |
| Винницкий район               | 97,6       | 2,0     |
| Гайсинский район              | 96,3       | 3,5     |
| Жмеринский район              | 97,7       | 2,1     |
| Ильинецкий район              | 98,1       | 1,4     |
| Казатинский район             | 98,3       | 1,3     |
| Калиновский район             | 97,8       | 2,0     |
| Крыжопольский район           | 98,8       | 0,9     |
| Липовецкий район              | 98,8       | 1,1     |
| Литинский район               | 98,5       | 1,4     |
| Могилёв-Подольский район      | 98,2       | 1,6     |
| Мурованокуриловецкий район    | 98,8       | 1,1     |
| Немировский район             | 97,5       | 2,1     |
| Оратовский район              | 99,1       | 0,7     |
| Песчанский район              | 97,6       | 1,6     |
| Погребищенский район          | 98,8       | 1,1     |
| Тепликский район              | 98,8       | 0,9     |
| Томашпольский район           | 96,6       | 2,9     |
| Тростянецкий район            | 98,1       | 1,7     |
| Тульчинский район             | 96,9       | 2,8     |
| Тывровский район              | 96,4       | 3,1     |
| Хмельникский район            | 99,1       | 0,7     |
| Черневецкий район             | 99,2       | 0,6     |
| Чечельницкий район            | 98,5       | 1,2     |
| Шаргородский район            | 98,9       | 0,9     |
| Ямпольский район              | 97,6       | 1,7     |

Украинский язык является единственным официальным языком на всей территории области.
По данным опроса, проведённого Социологической группой «Рейтинг» с 16 ноября по 10 декабря 2018 года в рамках проекта «Портрети Регіонів», 75 % жителей Винницкой области считали, что украинский язык должен быть единственным государственным языком на всей территории Украины. 12 % считали, что украинский язык должен быть единственным государственным языком, а русский — вторым официальным в некоторых регионах страны. 8 % считали, что русский должен стать вторым государственным языком страны. 5 % затруднились с ответом.
15 августа 2024 года решением Винницкой областной военной администрации в Винницкой области утверждена «Программа развития и функционирования украинского языка во всех сферах жизни Винницкой области на 2024—2028 годы», главной целью которой являются усиление позиций украинского языка в различных сферах общественной жизни региона.
По данным исследования Центра контент-анализа, проведённого в период с 15 августа по 15 сентября 2024 года, темой которого стало соотношение украинского и русского языков в украинском сегменте социальных сетей, в Винницкой области на украинском языке писалось 82,6 % сообщений (в 2023 году — 78,5 %, в 2022 году — 73,5 %, в 2020 году — 26,2 %), на русском — 17,4 % (в 2023 году — 21,5 %, в 2022 году — 26,5 %, в 2020 году — 73,8 %).
После провозглашения Украиной независимости в области, как и в стране в целом, происходит постепенная украинизация русифицированной в советское время системы образования. Динамика соотношения языков преподавания в учреждениях общего среднего образования в Винницкой области:
| Язык преподавания | Учебный год | Учебный год | Учебный год | Учебный год | Учебный год | Учебный год | Учебный год | Учебный год | Учебный год | Учебный год | Учебный год | Учебный год | Учебный год | Учебный год |
| Язык преподавания | 1991/92     | 1992/93     | 1993/94     | 1994/95     | 1995/96     | 2000/01     | 2005/06     | 2007/08     | 2010/11     | 2012/13     | 2015/16     | 2018/19     | 2021/22     | 2022/23     |
| ----------------- | ----------- | ----------- | ----------- | ----------- | ----------- | ----------- | ----------- | ----------- | ----------- | ----------- | ----------- | ----------- | ----------- | ----------- |
| Украинский        | 81,3 %      | 83,8 %      | 87,4 %      | 89,9 %      | 91,0 %      | 98,0 %      | 99,0 %      | 99,0 %      | 99,5 %      | 99,6 %      | 99,6 %      | 99,7 %      | 99,96 %     | 100,0 %     |
| Русский           | 18,7 %      | 16,2 %      | 12,6 %      | 10,1 %      | 9,0 %       | 2,0 %       | 1,0 %       | 1,0 %       | 0,5 %       | 0,4 %       | 0,4 %       | 0,3 %       | 0,04 %      | —           |

В период с 2012/13 по 2016/17 учебный год в Винницкой области доля учеников, изучающих русский язык либо в русскоязычных классах, либо как отдельный предмет в классах с украинским языком преподавания, сократилась с 37,01 % до 21,43 %.
По данным Государственной службы статистики Украины в 2023/24 учебном году все 161 470 учащихся в учреждениях общего среднего образования в Винницкой области обучались в украиноязычных классах.
По данным Государственной службы статистики Украины в 2024/25 учебном году все 156 991 учащихся в учреждениях общего среднего образования в Винницкой области обучались в украиноязычных классах.

## Административно-территориальное устройство
Административный центр Винницкой области — город Винница.

### Районы
17 июля 2020 года принято новое деление области на 6 районов.
| № | Район                    | Население (тыс. чел.) | Площадь (км²) | Административный центр |
| - | ------------------------ | --------------------- | ------------- | ---------------------- |
| 1 | Винницкий район          | 656,7                 | 6909          | г. Винница             |
| 2 | Гайсинский район         | 243,3                 | 5681          | г. Гайсин              |
| 3 | Жмеринский район         | 165,8                 | 3136          | г. Жмеринка            |
| 4 | Могилёв-Подольский район | 146,9                 | 3221          | г. Могилёв-Подольский  |
| 5 | Тульчинский район        | 157,2                 | 3856          | г. Тульчин             |
| 6 | Хмельникский район       | 188,3                 | 3701          | г. Хмельник            |

Районы в свою очередь делятся на городские, поселковые и сельские объединённые территориальные общины (укр. об'єднана територіальна громада).

### Города
| - Винница - Бар - Бершадь - Гайсин - Гнивань | - Жмеринка - Ильинцы - Казатин - Калиновка - Ладыжин | - Липовец - Могилёв-Подольский - Немиров - Погребище - Тульчин | - Хмельник - Шаргород - Ямполь |

### Общая карта
Легенда карты:
|  | Областной центр, более 300 000 чел. |
|  | от 25 000 до 50 000 чел.            |
|  | от 10 000 до 25 000 чел.            |
|  | от 5 000 до 10 000 чел.             |
|  | от 2 000 до 5 000 чел.              |

### История деления области
- 27.02.1932 — образована Винницкая область в составе 69 районов и 2 городов областного подчинения.
- 15.10.1932 — Бабанский, Монастырищенский, Оратовский, Плиськивський, Погребищенский, Уманский и Христиновский районы переданы в Киевскую область.
- 7.03.1933 — Юринецький район переименован в Сатановский.
- 1.12.1933 — в области 64 района.
- 1.04.1935 — создано 4 округа.
- 1.01.1937 — 44 района и 4 округа (всего 74 района): Барский, Бершадский, Брацлавский, Винницкий, Вовковинецкой, Вороновицкий, Гайсинский, Дашевский, Деражнянский, Джулинский, Жмеринский, Затонский, Ильинецкий имени Дзержинского, Калиновский, Казатинский, Меджибожский, Немировский, Ободовский, Ольгопольском, Остропильський, Песчанский, Ситковецкий, Шпиковский, Янушпильський районы; Каменец-Подольский (Дунаевецкий, Миньковецкого, Новоушицкий, Орынинский, Смотрицкий, Солобковецький, Староушицкий и Чемеровецкий Яришивский Михалпильський, Сатановский, Черноостровский, Ярмолинецкий районы), Шепетовский (Антонинский, Берездовском, районы) округа.
- 22 сентября 1937 года — 33 района отошли к Каменец-Подольской области (Виньковецкий (Затонский), Вовковинецкой, Деражнянский, Летичевский, Меджибожский, районы Каменец-Подольского, Проскуровского и Шепетовского округов), 4 — к Житомирской (Дзержинский, Любарский, Чудновский, Янушпильський). В области осталось 37 районов; из состава Киевской области перешли 4 района: Монастырищенский, Оратовский, Плисковского, Погребищенский.
- 1946 — создан Джуринский район.
- 4 июня 1958 образован Могилёв-Подольский район (всего 45 районов).
- 1954 — Монастырищенский район отошёл к Черкасской области.
- 1950-е годы — упразднено 12 районов: Вороновицкий, Дашевский (21.01.1959), Джулинский, Джуринский, Копайгородский, Ободовский (21.01.1959), Ольгопольский, Самгородский, Ситковецкий (21.01.1959), Станиславчицкий, Турбовский, Ямпольский.
- 1962 — укрупнение районов (вместо 32 создано 13): Барский, Бершадский, Гайсинский, Жмеринский, Калиновский, Козятинский, Крыжопольский, Липовецкий, Могилёв — Подольский, Немировский, Погребищенский, Тульчинский, Хмельницкий.
- 4 января 1965 года — восстановлены Винницкий, Ильинецкий, Тывровский, Тростянецкий, Шаргородский и Ямпольский районы.
- 30 декабря 1966 — восстановлены Литинский, Мурованокуриловецкий, Песчанский, Теплицкий, Томашпольский, Чечельницкий районы[47].
- 1979 — восстановлен Оратовский район.
- 28 ноября 1990 — создан Черневецкий район.

Для осуществления функций государственного управления Винницкая область до 17 июля 2020 года подразделялась на:
- 27 районов,
- 6 городов областного подчинения.

27 районов (до 17 июля 2020 года):
| 1. Барский район 2. Бершадский район 3. Винницкий район 4. Гайсинский район 5. Жмеринский район 6. Ильинецкий район 7. Калиновский район | 1. Казатинский район 2. Крыжопольский район 3. Липовецкий район 4. Литинский район 5. Могилёв-Подольский район 6. Мурованокуриловецкий район 7. Немировский район | 1. Оратовский район 2. Песчанский район 3. Погребищенский район 4. Тепликский район 5. Томашпольский район 6. Тростянецкий район 7. Тульчинский район | 1. Тывровский район 2. Хмельникский район 3. Черневецкий район 4. Чечельницкий район 5. Шаргородский район 6. Ямпольский район |

Статусы городов (до 17 июля 2020 года):
| Города областного значения: - Винница - Могилёв-Подольский - Казатин - Ладыжин - Жмеринка - Хмельник | Города районного значения: - Бар - Бершадь - Гайсин - Гнивань - Ильинцы | - Калиновка - Липовец - Немиров - Погребище - Тульчин - Шаргород - Ямполь |

## Органы власти
Органы власти Винницкой области располагаются в Виннице.
Органами власти и должностными лицами Винницкой области являются:
- Винницкая областная государственная администрация — местный орган государственной исполнительной власти Винницкой области.
- Председатель Винницкой областной государственной администрации — высшее должностное лицо в области. Должность занимает — Сергей Борзов.
- Винницкая областная рада — орган местного самоуправления Винницкой области. Срок полномочий депутатов — 5 лет. Избирается населением области, действующий состав сформирован в 2020 году.
- Председатель Винницкой областной рады — глава местного органа самоуправления Винницкой области. Избирается депутатами областной рады. Должность занимает — Вячеслав Соколовый.

Первые секретари обкома:
| №  | Имя                            | Период             | Комментарий  |
| -- | ------------------------------ | ------------------ | ------------ |
| 1  | Алексеев, Никита Алексеевич    | 02.1932—10.1932    |              |
| 2  | Чернявский, Владимир Ильич     | 10.1932—08.1937    |              |
| 3  | Бондаренко, Михаил Ильич       | 08.1937—30.08.1937 | и. о.        |
| 4  | Спивак, Илларион Савельевич    | 09.1937—1938       |              |
| 5  | Мищенко, Гавриил Корнеевич     | 1938—10.1941       |              |
| 6  | Корнейчук, Михаил Сергеевич    | 1941—1944          | подпольный   |
| 7  | Мищенко, Гавриил Корнеевич     | 03.1944—07.1945    |              |
| 8  | Стахурский, Михаил Михайлович  | 07.1945—1951       |              |
| 9  | Шевчук, Григорий Иванович      | 1951—11.1952       |              |
| 10 | Бубновский, Никита Дмитриевич  | 11.1952—03.1954    |              |
| 11 | Дорошенко, Пётр Емельянович    | 03.1954—22.08.1955 |              |
| 12 | Козырь, Павел Пантелеевич      | 22.08.1955—01.1963 |              |
| 13 | Козырь, Павел Пантелеевич      | 01.1963—12.1964    | сельский     |
| 14 | Шевцов, Юрий Николаевич        | 01.1963—12.1964    | промышленный |
| 15 | Козырь, Павел Пантелеевич      | 12.1964—7.05.1970  |              |
| 16 | Таратута, Василий Николаевич   | 7.05.1970—03.1983  |              |
| 17 | Криворучко, Леонтий Леонтьевич | 03.1983—11.1988    |              |
| 18 | Нехаевский, Аркадий Петрович   | 11.1988—26.08.1991 |              |

## Экономика
Экономика региона в большинстве ориентирована на аграрный сектор и обрабатывающую промышленность. Все ведущие отрасли (за исключением электроэнергии) непосредственно связаны с производством сельхозпродукции, начиная с производства машин и удобрений и заканчивая переработкой сельскохозяйственного сырья. Крупнейшие промышленные предприятия области — радиотехнический, ликёроводочный заводы, завод Кристалл, ЗАО Химпром и масложировый комбинат в городе Винница, машиностроительные заводы им. Кирова в городе Могилёв-Подольский и в городе Бар. На область приходится 12,7 % численности промышленно-производственного потенциала Украины, 2 % стоимости основных производственных фондов и 2,6 % выпуска промышленной продукции.
Выделяют такие главные отрасли промышленности Винницкой области как: пищевая промышленность, машиностроение, лёгкая промышленность, производство стройматериалов.
Аграрным производством в области занимается более 700 коллективных сельскохозяйственных и межхозяйственных предприятий, более 100 совхозов, 846 сельских (фермерских) и 333 подсобных и заготовительных хозяйств, 4 исследовательских станции, научно-исследовательский институт кормов. На Виннитчине есть предприятия по переработке семян подсолнечника, крупяных культур. Виннитчина занимает 1 место в стране по валовому производству сахара и зерна.
В недрах области найдено более 1100 месторождений и залежей 30 видов различных полезных ископаемых, десятки месторождений торфа, а также залежи гранита и каолина, граната и флюорита. В области действует ряд источников минеральной, а также радоновой воды в городе Хмельник.
Индустриальный потенциал области сконцентрирован в предприятиях — Ладыжинская ГРЭС, объединений «Октябрь», «Инфракон», «Маяк», «Кристалл», «Винницкий подшипниковый завод», «Химпром», десятки предприятий перерабатывающей и лёгкой промышленности. В разных областях промышленности в области работает около 400 предприятий.

### Главные отрасли промышленности
В отраслевой структуре промышленности Винницкой области выделяются пищевая промышленность, машиностроение, лёгкая промышленность, производство стройматериалов, электротехническая и радиотехническая промышленность, сельскохозяйственное машиностроение, а также приборостроение.

### Машиностроение
Включает в себя:
- Винницкий завод тракторных агрегатов, производящий узлы и запасные части к тракторам и комбайнам;
- Калиновский машиностроительный завод;
- Могилёв-Подольский машиностроительный завод и Барский машиностроительный завод.

### Промышленность строительных материалов
В данной отрасли основное место занимает каолиновое производство (Турбовский каолиновый завод и Глуховецкий комбинат), а также добыча гранита (Гниваньский, Жежелевский, Губниковский гранитные карьеры). Центрами строительной индустрии являются города Винница, Гнивань, Глуховцы, Ладыжин, Немиров и Погребище.

### Экономические показатели
| N | показатель              | единицы          | значение, 2014 г. |
| - | ----------------------- | ---------------- | ----------------- |
| 1 | Экспорт товаров         | млн долларов США | 742,2             |
| 2 | Уд.вес в общеукраинском | %                | 1,4               |
| 3 | Импорт товаров          | млн долларов США | 428,2             |
| 4 | Уд.вес в общеукраинском | %                | 0,8               |
| 5 | Сальдо экспорт-импорт   | млн долларов США | 314,0             |
| 6 | Капитальные инвестиции  | млн гривен       | 5490,9            |
| 7 | Средняя зарплата        | грн              | 2810              |
| 8 | Средняя зарплата        | долларов США     | 236,4             |

По материалам Комитета статистики Украины (укр.) и Главного управления статистики в Винницкой области (укр.)

### Транспорт
Винницкая область имеет весьма обширную транспортную сеть, включающую автомобильные и железные дороги, водные пути по крупнейшим рекам. Структура наземных линий представляет собой ряд магистралей. Крупными железнодорожными узлами являются города Жмеринка и Казатин.

## Курортные ресурсы
Курортные ресурсы Винницкой области наряду с хорошим климатом составляют минеральные воды, в первую очередь радоновые воды Новохмельниковского месторождения, на базе которого функционирует курорт Хмельник. На территории области обнаружены также другие месторождения минеральных вод различного химического состава. Некоторые из них используются в качестве столовых минеральных вод и поступают в продажу под названием «Регина», «Подольская», «Шумиловская» и др. Близ Хмельника расположено месторождение торфяной лечебной грязи (болото Войтовцы), которая используется для грязелечения на курорте Хмельник. В Винницкой области функционируют курорт Печера (Бугские пороги), 14 санаториев, в том числе 6 детских, 3 пансионата и 6 домов отдыха, в том числе и крупнейший из них «Авангард», расположенный в городе Немиров.

## Достопримечательности
На территории области находится много сохранившихся старинных усадеб и поместий с садово-парковыми ансамблями, явившихся базой для создания в 1920—1923 гг. первых советских здравниц, а также расположены ландшафтные парки, музеи, храмы и замки:
- Антополь (Томашпольский район) (дворец Антония Яна Непомуцена Святополк-Четвертинского),
- Бар (костёл святой Анны 1811 года, Покровский женский монастырь 1616 года, дом М. М. Коцюбинского),
- Браилов (Жмеринский район) (усадьба Н. фон Мекк (ныне государственный музей П. И. Чайковского), Свято-Троицкий женский монастырь),
- Буша (Ямпольский район) (остатки старинной крепости, этнографический музей),
- Вороновица (Винницкий район) (музей истории авиации и космонавтики имени А. Ф. Можайского),
- Могилёв-Подольский (Николаевский собор 1754 года, деревянная церковь Святой Параскевы 1775 года),
- Мурованые Куриловцы (усадьба помещика А. Комара),
- Печера (Тульчинский район) (парк графа Потоцкого с искусственными порогами и гротами),
- Старая Прилука (Липовецкий район) (усадьба помещика С. Меринга),
- Стрижавка (военная ставка А. Гитлера «Вервольф»).

Для отдыхающих и туристов представляют интерес историко-архитектурные памятники и другие достопримечательности области и региона Брацлавщины. В Виннице — деревянные церкви Николая (1746 г.) и Юрия (1726 г.), Преображенский (1616) и Благовещенский (1626) монастыри, комплексы построек иезуитского, доминиканского и капуцинского монастырей (XVII—XVIII вв.); дворцовый ансамбль (1770-е) в усадьбе М. Грохольского в районе Пятничаны.
В Могилёв-Подольском районе (на Днестре, с. Лядова) — остатки замковых укреплений XVII века, в г. Бар — кармелитский монастырь (1531 год).
В городе Тульчин, пос. Немиров, а также сёлах Верховцы и Ободивцы — дворцовые и парковые ансамбли XVIII—XIX веков (в Тульчине самое грандиозное усадебное сооружение XVIII века на Украине — дворцовый ансамбль; арх. Лакруа).
Интересны экспозиции краеведческих музеев в Виннице, Могилёве-Подольском и Тульчине (здание офицерского собрания), литературно-мемориального музея М. М. Коцюбинского в Виннице, музеев декабриста П. И. Пестеля в Тульчине, полководца А. В. Суворова в с. Тимановка, заповедного комплекса крупного украинского учёного микробиолога и эпидемиолога Д. К. Заболотного в с. Чеботарка.
В Виннице находится (в бывшем с. Пирогово, на берегу р. Вишенки) мемориальный музей-усадьба основоположника военно-полевой хирургии Н. И. Пирогова, где в склепе (в церкви-усыпальнице) сохраняется его набальзамированное тело.